# كاميلوس (نيويورك)
كاميلوس (بالإنجليزية: Camillus, New York)‏ هي بلدة أمريكية تقع في الولايات المتحدة في مقاطعة أونونداغا، نيويورك. يقدر عدد سكانها بـ 24,167 نسمة ومساحتها 89.3 كم2 .

## معرض صور

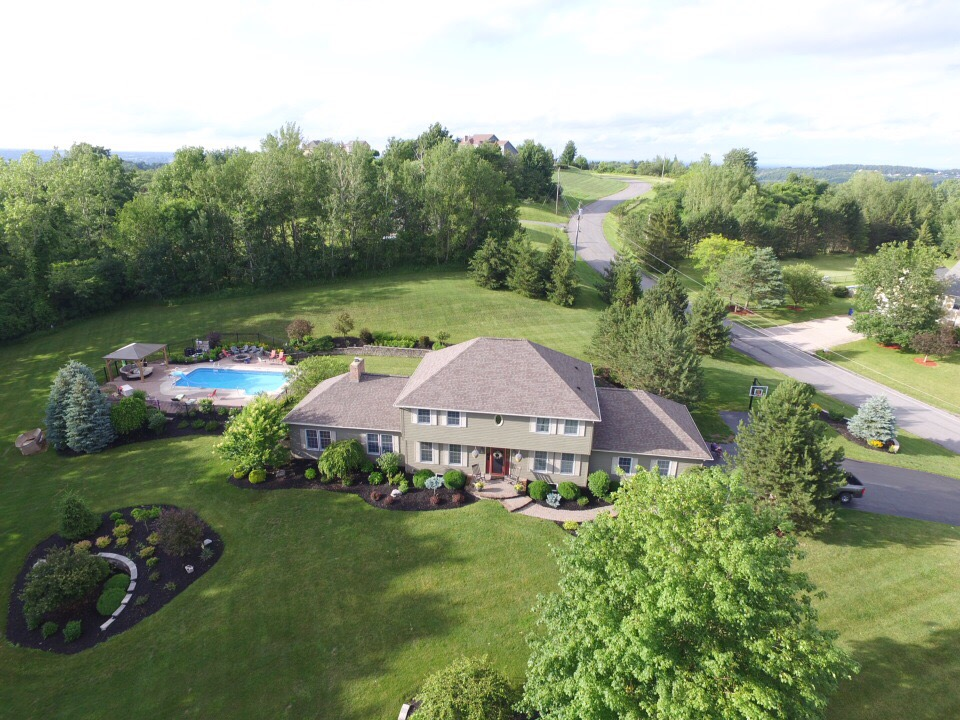
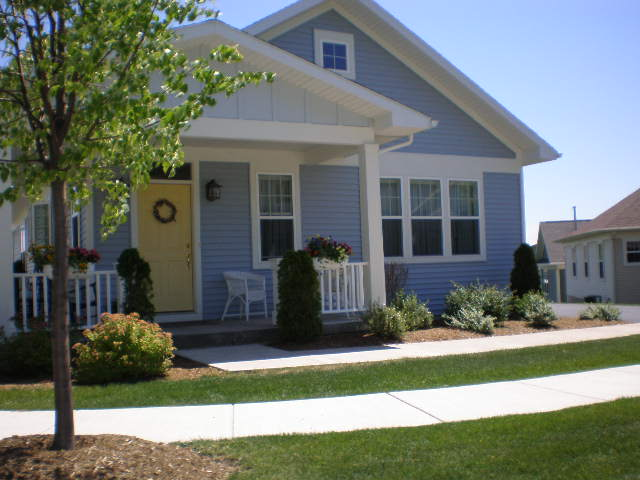
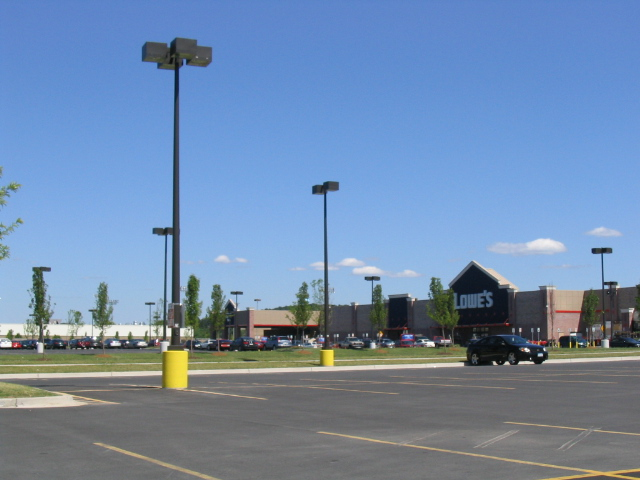
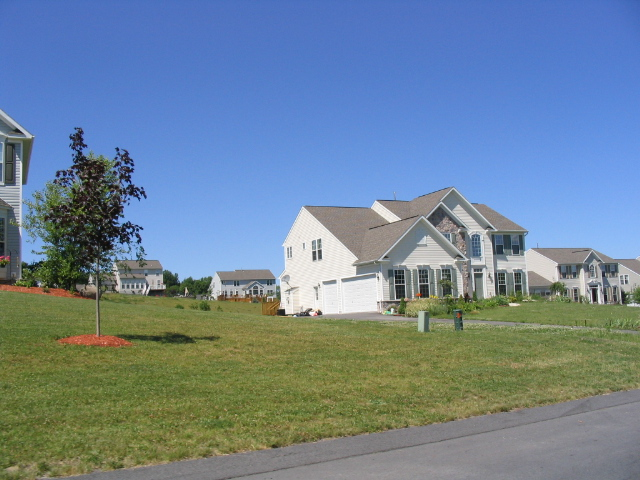
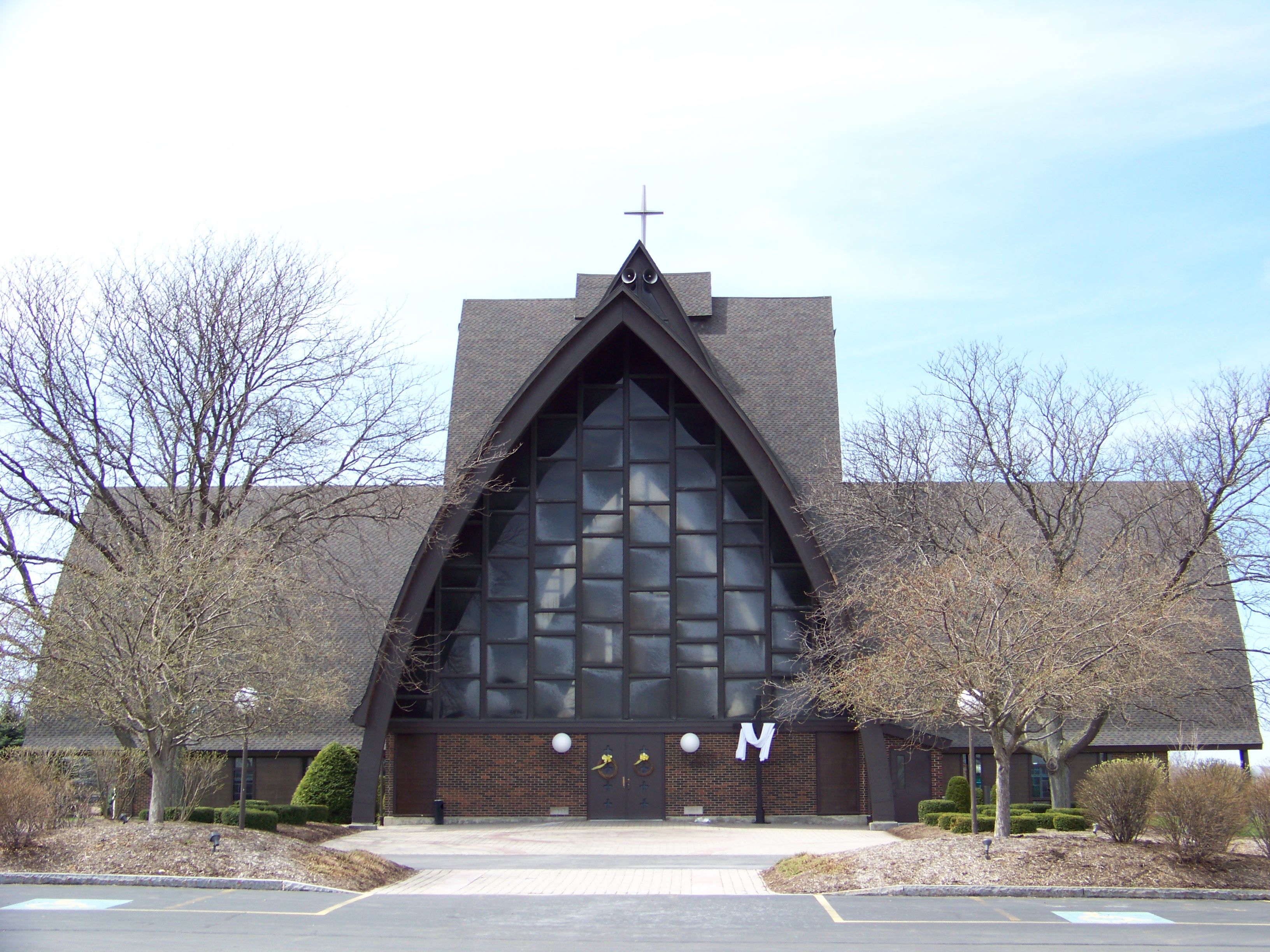

## أعلام
- ديفيد إس. بينيت
- كينسلي سكوت بينجهام